# Medieval II: Total War
Medieval II: Total War — комп'ютерна гра від Creative Assembly 2006 року, продовження Medieval: Total War, четверта частина серії Total War. У Medieval II, як і серії загалом, глобальна покрокова стратегія поєднана з тактичними баталіями в реальному часі.
Події сюжету розгортаються між 1080 та 1530 роками, кампанія відбувається у Середньовіччі — на території Європи, Пн. Африки і Близького Сходу — включаючи основні історичні події того часу: хрестові походи, Реконкісту, відкриття пороху, епідемію чуми, вторгнення монголів тощо.

## Ігровий процес
За жанром відеогра є сумішшю глобальної стратегії та тактики в реальному часі, події якої відбуваються у Середньовіччі. Medieval II розпочинається для гравців вибором однієї із запропонованих держав того часу: Англія, Франція, Священна Римська імперія, Венеційська республіка чи Іспанія. Окрім цих у відеогрі також є ще сімнадцять інших фракцій, які можливо розблокувати лише після захополення їх гравцем/гравчинею під час проходження основної кампанії. Винятками є Папська держава, Ацтеки, Монгольська імперія та Тимуриди, які можливо розблокувати лише з допомоги сторонніх модифікацій. Основною ціллю гравця є захоплення території та домінування над усіма іншими фракціями кампанії.
Події відеогри залежно від дій гравця/гравчині можуть відбуватися на двох різних мапах: глобальній покроковій, де можливо займатися розвитком своєї держави, відправляти війська та інших допоміжних персонажів до інших фракцій тощо; маломасштабній мапі в реальному часі, де гравець/гравчиня напряму керує своїм військом у битвах, під час захоплення замків та міст. Морські баталії хоч і представлені у відеогрі, проте можливість керувати своїм флотом напряму відсутня та була реалізована у наступних частинах франшизи.

### Нововведення
Головними осередками кожної держави у відеогрі є її поселення. З новою частиною було представлено нову систему поділу поселень на міста та замки. Тепер гравці можуть обирати який тип поселення вони хочуть. Поселення перетворені на міста швидше зростають та приносять більше золота, водночас вони менше захищені від ворожих нападів, а формування війська обмежується найманням простих лучників та селян. Замки та фортеці зі свого боку є осередками військової міці держави. Вони дуже добре укріплені та дають змогу наймати лицарів, кавалерію та арбалетників, проте є дорогими та менш прибутковими.
Також у відеогрі з'явився новий вид допоміжних персонажів (агентів) — купці. Вони на відміну від убивць, дипломатів та принцес займаються торгівлею. Купці можуть заробляти золото, опрацьовуючи ресурси (деревина, залізо тощо) глобальної мапи як на території своєї держави, так і на території інших.